# Stanisław Balicki (rotmistrz)
Stanisław Balicki herbu Zadora (zm. ok. 1545) – rotmistrz królewski.

## Życiorys
Urodził się pod koniec XV wieku. Pochodził z rodziny szlacheckiej Balickich herbu Zadora wywodzącej się z Balic, w ziemi przemyskiej a osiadłej w Jaromirce na Podolu. Niektóre źródła (Bielski i Paprocki) twierdzą, że pochodził z Balickich herbu Topór.
Zawodowy żołnierz, służył w obronie potocznej od 1499 do 1545. Najpierw jako towarzysz później jako rotmistrz. W latach 1509–1516 służył w wojskach zaciężnych Jana Toworowskiego, w tym czasie stoczył szereg potyczek z Tatarami i Mołdawianami. 1 stycznia 1521 w czasie wojny z zakonem krzyżackim został rotmistrzem 200-konnej chorągwi jazdy. Funkcję dowódcy chorągwi jazdy obrony potocznej na Podolu pełnił do 1545. W 1531 wziął udział w wyprawie hetmana Jana Tarnowskiego na Pokucie, przeciw hospodarowi mołdawskiemu Rareszowi. Na wojnę poprowadził 270-konną chorągiew jazdy, 18 kawalerzystów służyło w poczcie rotmistrzowskim Balickiego. Odznaczył się w bitwie pod Obertynem, przyszły kronikarz Marcin Bielski napisał o nim później: acz w leciech zeszły był, ale na sercu nic.
W latach następnych nadal służył w obronie potocznej na kresach Rzeczypospolitej. 1 lutego 1538 walczył w bitwie nad Seretem, w której 17 chorągwi koronnych doznało klęski w starciu z wojskami mołdawskimi hospodara Raresza. Pod Chocim, na wyprawę odwetową poprowadził chorągiew jazdy w sile 250 koni. Nie wzmiankowany w dokumentach źródłowych po 1545, zapewne zmarł w tym czasie.